# عمرو بن عبد ود
عَمرُو بْنُ عَبْدِ وَد العَامِري القُرَشِي من أشجع الفرسان العرب في الجاهلية، كان قائد المشركين في غزوة الخندق (الأحزاب)، قتل في المعركة، قتله علي بن أبي طالب.

## اسمه ونسبه
هو عمرو بن عبد بن أبي قيس بن عبد ود بن نصر بن مالك بن حسل بن عامر بن لؤي بن غالب بن فهر بن مالك بن النضر بن كنانة بن خزيمة بن مدركة بن إلياس بن مضر بن نزار بن معد بن عدنان، العامري القرشي.

## سيرته
كان يسمى فارس الليل ولهذا اللقب قصة وهي أنه كان في إحدى الليالي يسير بفرسه مع عدد من أصحابه فهجم عليهم عشرة فرسان في وادٍ فهرب جميع أصدقائه وثبت هو وحده يصارع الفرسان وكانوا عصابة من قطاع الطرق وانتصر عليهم وحده فسمي من ذلك اليوم فارس الليل وكان معروفاً في الجزيرة العربية بقوته وكانت العرب تهابه وتخاف منهُ. وهو من المشركين الخمسة الذين عبرو الخندق في غزوة الخندق وقد تجاوز الثمانين سنة، قتل في غزوة الخندق على يد علي بن أبي طالب. كان عمرو بن ود يطالب المسلمين بأن يخرج له أحد يقاتله ولم يجبه أحد وذكر الشبلنجي في كتابه (نور الابصار : 79) أبياتاً لعمرو يقول:
حتى انبرى علي بن أبي طالب بعدما أذن له رسول الله منشداً الأبيات التالية:
فسعى علي نحو عمرو حتى انتهى إليه، فقال له: «يا عمرو إنّك كنت تقول: لا يدعوني أحد إلى ثلاث إلَّا قبلتها أو واحدة منها». قال: «أجل». قال علي: «إنّي أدعوك إلى شهادة أن لا إله إلاّ الله، وأنّ محمداً رسول الله، وأن تسلم لربّ العالمين». قال: «يا ابن أخي أخّر هذا عنّي»، فقال: «أما أنّها خير لك لو أخذتها»، ثمّ قال علي: «ها هنا أخرى»، قال: وما هي ؟ قال: «ترجع من حيث أتيت»، قال: «لا تحدّث نساء قريش عنّي بذلك أبدًا». قال علي: «ها هنا أخرى»، قال: «وما هي؟» قال علي: «أبارزك وتبارزني».
فضحك عمرو وقال: «إنّ هذه الخصلة ما كنت أظنّ أحدًا من العرب يطلبها منّي، وأنا أكره أن أقتل الرجل الكريم مثلك، وقد كان أبوك نديماً لي»، فقال علي: «وأنا كذلك، ولكنّي أحبّ أن أقتلك ما دمت أبيّاً للحق».
فحمى عمرو ونزل عن فرسه وضرب وجهه حتّى نفر، وأقبل على علي مصلتاً سيفه وبادره بضربة، فنشب السيف في ترس عليّ , فضربه علي .
قال جابر الأنصاري رحمه الله: «وتجاولا وثارت بينهما فترة، وبقيا ساعة طويلة لم أرهما ولا سمعت لهما صوتاً, ثمّ سمعنا التكبير فعلمنا أنّ علياً قد قتله، وسرّ النبي ﷺ سروراً عظيماً لمّا سمع صوت بمقتله، وكبّر وسجد لله تعالى شُكرًا، وانكشف الغبار وعبر أصحاب عمرو الخندق، وانهزم باقي المشركين، فكانوا كما قال الله تعالى: ﴿وَرَدَّ اللَّه الَّذينَ كَفَروا بغَيظهم لَم يَنَالوا خَيرًا﴾» و من الجدير بالذكر ان اخته عمرة بنت عبد ود عندما بلغها مقتل اخيها انشأت ترثيه :